# لورا لين
لورا لين هي مغنية بلجيكية، ولدت في 18 يونيو 1976 في Ardooie ‏ في بلجيكا.

## وصلات خارجية
- الموقع الرسمي
- لورا لين على موقع ميوزك برينز (الإنجليزية)
- لورا لين على موقع أول ميوزيك (الإنجليزية)
- لورا لين على موقع ديسكوغز (الإنجليزية)
- لورا لين على موقع ديسكوغز (الإنجليزية)